# Veliko Gradište
Veliko Gradište (cyr. Велико Градиште) – miasto w Serbii, w okręgu braniczewskim, siedziba gminy Veliko Gradište. W 2011 roku liczyło 5825 mieszkańców.